# Parzanica
Parzanica – miejscowość i gmina we Włoszech, w regionie Lombardia, w prowincji Bergamo.
Według danych na styczeń 2009 gminę zamieszkiwało 368 osób przy gęstości zaludnienia 34,1 os./1 km².